# Lipová (Volfířov)

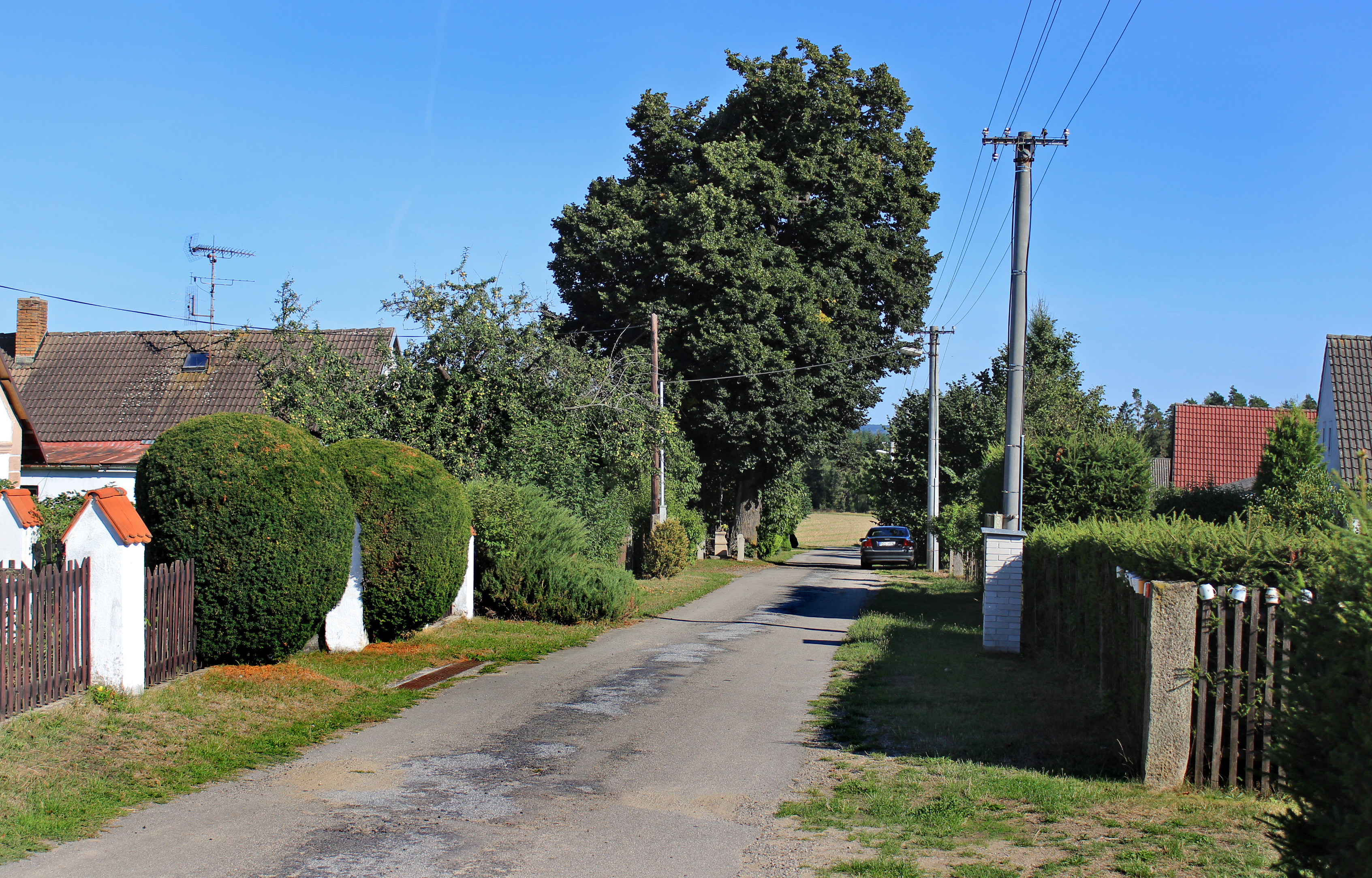
Dorfstraße

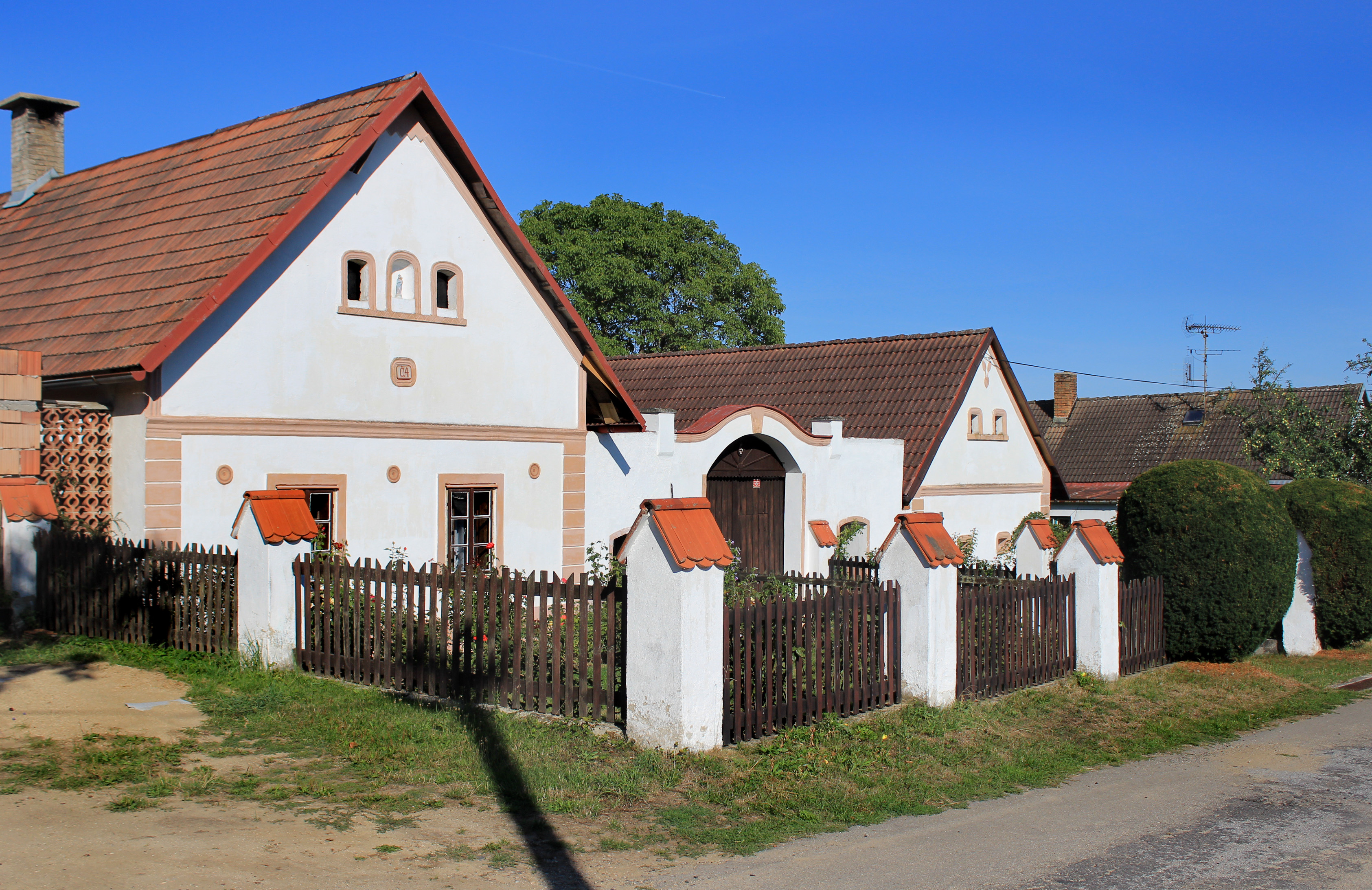
Haus Nr. 4

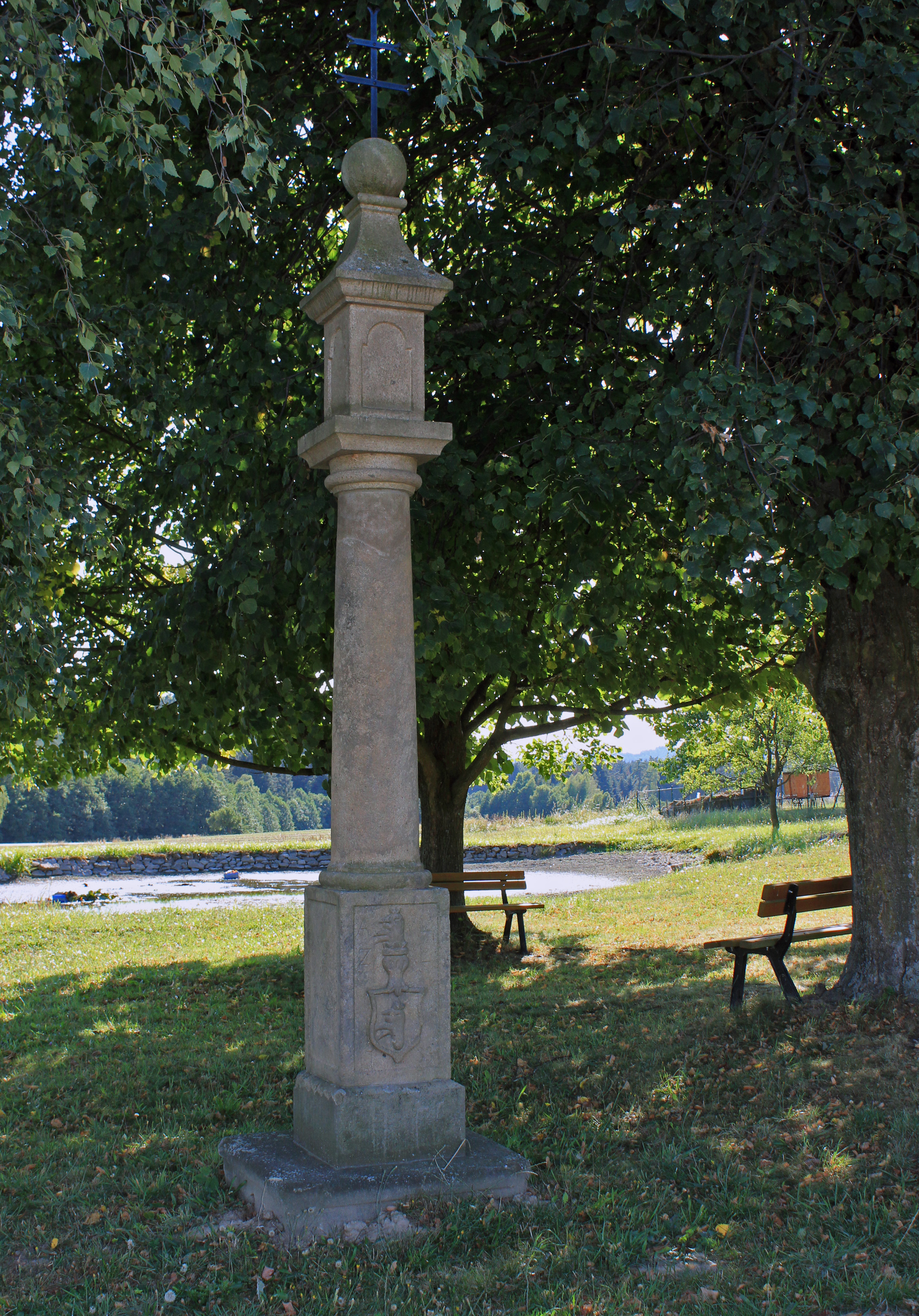
Bildstock

Lipová (deutsch Lipowa, auch Lippowa) ist ein Ortsteil der Gemeinde Volfířov (Wolfers)  in Tschechien. Er liegt sechseinhalb Kilometer nordwestlich von Dačice (Datschitz) und gehört zum Okres Jindřichův Hradec.

## Geographie
Das Gassendorf Lipová befindet sich linksseitig über dem Tal des Baches Řečický potok in der Dačická kotlina (Datschitzer Becken). Nördlich erheben sich der Zadní sosní (571 m n.m.), der Mysletický pahorek (581 m n.m.) und der Lankusy (550 m n.m.), im Süden der Háj (564 m n.m.), westlich der Na kopci (569 m n.m.) und der Holý vrch (625 m n.m.) sowie im Nordwesten der U Sosní (591 m n.m.). Im Westen und Süden verläuft die Staatsstraße II/408 zwischen Dačice und Studená, von der eine Stichstraße nach Lipová führt. Nordwestlich liegt der Teich Pilský rybník. 
Nachbarorte sind Mysletice im Norden, Kostelní Myslová und Zadní Vydří im Nordosten, Černíč und Prostřední Vydří im Osten, Malý Pěčín, Kostelní Vydří und Dačice im Südosten, Dolní Němčice im Süden, Volfířov, Nové Dvory und Lipnice im Südwesten, Dolní Mlýn und Šach im Westen sowie Velká Lhota, Nad Obci, Řečice und Víska im Nordwesten.

## Geschichte
Im Jahre 1730 ließ der Besitzer des Gutes Rötschitz, Wenzel Lipowsky von Lipowitz (Václav Lipovský z Lipovic), für seine Fronarbeiter die Kolonie Famelka anlegen. Das Dorf Lipowa wurde 1793 auf emphyteutisierten Fluren des Rötschitzer Meierhofs an der Stelle der erloschenen Kolonie Famelka durch den Grundherrn Anton Lipowsky von Lipowitz (Lipovský z Lipovic) gegründet und nach diesem Adelsgeschlecht benannt. Im Jahr darauf erlosch durch Antons frühen Tod im Ersten Koalitionskrieg der durch Erbteilung neugebildete Rötschitzer Zweig der Freiherren Lipowsky im Mannesstamme; das Gut fiel dem älteren Bruder Ephraim Lipowsky zu. Nachdem der k. k. Ministerresident Ephraim Lipowsky 1827 in Krakau verstorben war, erbte dessen Sohn Friedrich den Rötschitzer Besitz. Im Jahre 1830 verkaufte Friedrich Freiherr Lipowsky das Gut Rötschitz mit Lipowka an den Besitzer der Herrschaft Datschitz, Karl Anton von Dalberg, der das Gut in seine Herrschaft inkorporierte.
Im Jahre 1835 bestand das im Iglauer Kreis gelegene Dorf Lipowa bzw. Lipuwka aus neun Häusern mit 70 mährischsprachigen Einwohnern, darunter 34 Protestanten (davon 21 Helvetischen und 13 Augsburgischen Bekenntnisses). Die Kinder wurde wurden in Rötschitz unterrichtet. Katholischer Pfarrort war Wolfirsch; die Protestanten beider Bekenntnisse gehörten zur Pfarrgemeinde Groß-Lhota. Bis zur Mitte des 19. Jahrhunderts blieb das Dorf der Allodialherrschaft Datschitz untertänig, Besitzer waren die Herren von Dalberg.
Nach der Aufhebung der Patrimonialherrschaften bildete Lipowa ab 1849 einen Ortsteil der Gemeinde Rötschitz im Gerichtsbezirk Datschitz. Ab 1869 gehörte Lipová zum Bezirk Datschitz. Zu dieser Zeit hatte das Dorf 48 Einwohner und bestand aus neun Häusern. Ab 1872 wurden Lípová und Lipowa als Ortsnamen verwendet. Im Jahre 1900 lebten in Lipová 58 Personen, 1910 waren es 60. Nach dem Zusammenbruch der k.k. Monarchie wurde das Dorf 1918 Teil der neu gebildeten Tschechoslowakei. Beim Zensus von 1921 lebten in den neun Häusern von Lipová / Lippowa 48 Tschechen. Im Jahre 1930 bestand Lipová wiederum aus neun Häusern und hatte 41 Einwohner. Zwischen 1939 und 1945 war das Dorf Teil des Protektorats Böhmen und Mähren. Nach dem Ende des Zweiten Weltkrieges wurde Lipová wieder Teil der Tschechoslowakei. Im Jahre 1950 lebten in den neun Häusern von Lipová nur noch 27 Personen. Mit Beginn des Jahres 1961 wurde Lipová dem Okres Jindřichův Hradec zugeordnet. Im Jahre 1970 hatte Lipová 18 Einwohner. Zum 30. April 1976 erfolgte die Eingemeindung nach Volfířov. Im Jahre 1991 lebten in den neun Wohnhäusern von Lipová sechs Personen. Beim Zensus von 2011 bestand Lipová aus neun Häusern und hatte vier Einwohner. 

## Gemeindegliederung
Der Ortsteil Lipová ist Teil des Katastralbezirks Řečice.

## Sehenswürdigkeiten
- Hölzerner Glockenbaum, vor dem Haus Nr. 3
- Gusseisernes Kreuz, vor dem Haus Nr. 3
- Bildstock, errichtet 1733 zwischen Víska und Mysletice, er wurde 2004 an den südöstlichen Ortsrand von Lipová versetzt.
- Chaluppen Nr. 2 u. 4